# 加地和
加地 和（かじ やまと、1936年9月16日 - 2008年9月14日）は、日本の政治家（衆議院議員）、弁護士、税理士。京都府出身。自由民主党所属の京都市会議員、加地浩は二男。妻の勝子は元京都府議会議員（綾部市選挙区）・綾部市議会議員の長岡巻太郎の二女。父の加地弥一は元京都市会議員（上京区選出）。

## 来歴
- 1959年 - 京都大学法学部卒業後、京都市役所勤務を経て、京都府議会議員（自由民主党）を2期務める[2]。
- 1976年 - 新自由クラブ公認で第34回衆議院議員総選挙京都1区に立候補、当選。
- 1979年 - 新自由クラブ公認で第35回衆議院議員総選挙京都1区に立候補、落選。
- 1981年 - 舩橋求己市長の病気引退に伴う京都市長選挙に新自由クラブ推薦で立候補するも、自民・社会・公明の推薦と共産・民社・社民連の支持を受けた今川正彦に僅差で敗れる。
- 1985年 - 再び京都市長選挙に新自由クラブ・社会民主連合推薦で立候補するが敗れる。
- 1986年 - 新自由クラブ公認で第38回衆議院議員総選挙京都1区に立候補、落選。以後は表立った政治活動は行っておらず、自身の法律事務所の運営を行っていた。
- 2007年8月 - 東京都内で開かれた新自由クラブ同窓会でかつての同志と旧交を温める。
- 2008年9月14日 - 午後6時28分、膵臓がんのため京都市上京区の病院で死去、享年71。

## エピソード
- 1976年の衆院選に新自由クラブ公認で出馬表明した直後、京都に街頭演説に訪れた河野洋平代表が暴漢に襲われる事件が起きた。この時、河野の隣に立っていた加地はとっさに暴漢を剣道三段の腕前で取り押さえ、河野を暴漢から守った。このことで「時の人・河野洋平を体を張って守った熱血漢」として加地の評判と知名度が高まり、折からの新自由クラブブームもあいまって当選した。